# Kadaster (Nederland)
Het Kadaster in Nederland is een overheidsdienst, die gegevens bijhoudt over percelen, opstallen, roerende registergoederen, de er op rustende rechten en rechtenhouders, adressen en andere geografische informatie voor Nederland. Het Kadaster in Nederland is in 1832 opgericht als Dienst voor het kadaster en de openbare registers en is sinds 1994 een zelfstandig bestuursorgaan.
Kadaster is tevens de aanduiding voor een openbaar register bestaande uit administratieve gegevens met betrekking tot onroerende zaken en de landelijke kadastrale kaart. Dit register bevat authentieke gegevens op basis van een wet, hoofdverantwoordelijk zijn de bewaarders van het kadaster en de openbare registers.

## Geschiedenis van het kadaster in Nederland
Tot het einde van de 18e eeuw kende het gebied van het huidige Koninkrijk der Nederlanden geen eenduidige registratie en administratie van onroerend goed. Hoewel pogingen waren ondernomen hierin verandering aan te brengen, bleef de administratie rommelig en gedateerd. Hierdoor was het niet goed mogelijk om tot juiste waardebepalingen en belastingaanslagen te komen.

### Hollands Kadaster
Met de totstandkoming van de eenheidsstaat Nederland in 1798 werd, in lijn met het Franse ideaal egalité, getracht een rechtvaardige belastingheffing in te voeren. Om dit doel te verwezenlijken, werd een administratieve organisatie opgezet per departement. Vanaf 1801 werd onder leiding van baron Krayenhoff gestart met een landelijk project driehoeksmeting als basis voor de eerste topografische kaart van de toenmalige Bataafse Republiek.
In 1810 en 1811 werd aan de kartering een overzicht toegevoegd van gegevens over het soort perceel, de eigenaren en de oppervlakte. In 1811 besloot keizer Napoleon dat Nederland - dat toen al was opgenomen in het Franse keizerrijk - een kadaster moest krijgen, de kadastrering die al was vervaardigd werd afgekeurd voor gebruik in het kadaster naar Franse methodiek omdat de kaarten weinig systematisch waren en onvolledig van opzet. Na de val van Napoleon in 1813 stokte het werk maar het werd in 1816 onder koning Willem I hervat. In 1823 wordt door het Topographisch Bureau van het Ministerie van Oorlog de Choro-topographische kaart opgeleverd, waar Krayenhoff aan was begonnen. De kaart heeft een schaal van ‘800 Rijnlandse roeden op de duim’ (1:115.200) en is de eerste landsdekkende topografische kaart in Nederland.

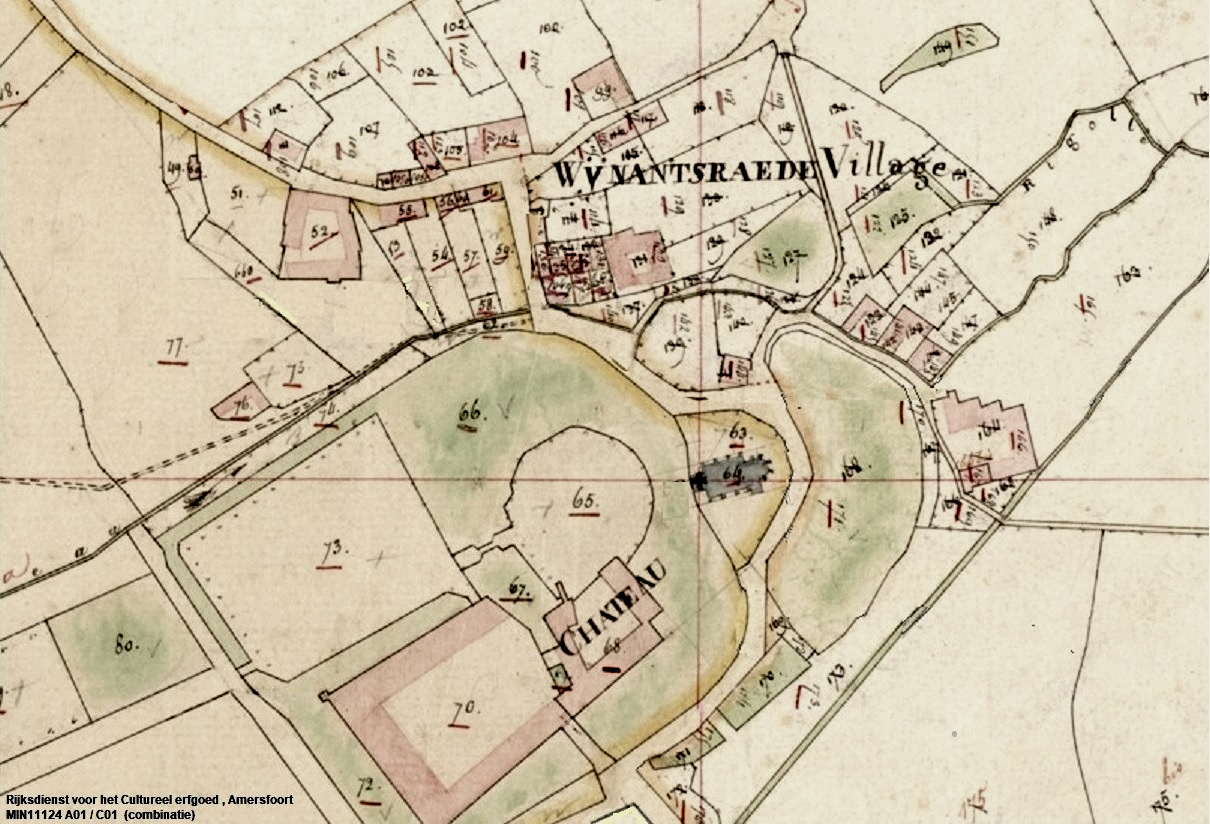
Kadasterkaart van 1823, indeling in percelen (minutenplan) dorpskern Wijnandsrade

### Méthodique Verzameling
Nadat het Koninkrijk Holland in 1810 werd ingelijfd in het Franse keizerrijk, golden ook in het Hollands gebied de Franse wetten. Holland diende daarom te voldoen aan het hebben van een uniforme belastingwetgeving. Omdat de bestaande registraties in de Hollandse departementen niet voldeden aan de eisen van het Franse Recueil Méthodique, werd in oktober 1811 besloten het kadaster op Franse wijze in te richten. Hiervoor werd een tweetalige editie van de Franse wetgeving uitgebracht onder de naam Méthodique Verzameling der Wetten, Decreten, Reglementen, Instructiën en Decisiën, betrekkelijk het Cadaster van het Fransche Rijk, kortweg Méthodique Verzameling.

### Kadastrering tot 1832
Ook toen Nederland enkele jaren later van Frankrijk onafhankelijk werd, liet men de Franse voorschriften veelal nog van kracht. Het proces van kadastrering verliep echter traag. Pas in 1825 werd er tempo gemaakt door bekendmaking van het ontwerp Burgerlijk Wetboek, met daarin de geplande invoering van de samenhang tussen grondboekhouding en hypothecaire boekhouding.
Ofschoon in de periode tussen 1826 en de invoering van het kadaster op 1 januari 1832 een inhaalslag werd gemaakt in het opzetten van de kartering, waren de gemaakte kaarten in deze periode van aanzienlijk lagere kwaliteit dan de kaarten die voor 1825 zijn gemaakt.
In 1832 gaat het kadaster als openbaar register van start met 54 vestigingen. In 1838 wordt met de invoering van het burgerlijk wetboek de inschrijving van eigendomsoverdrachts- en hypotheekakten verplicht, er komen nieuwe registers van in- en overschrijving onroerende goederen.

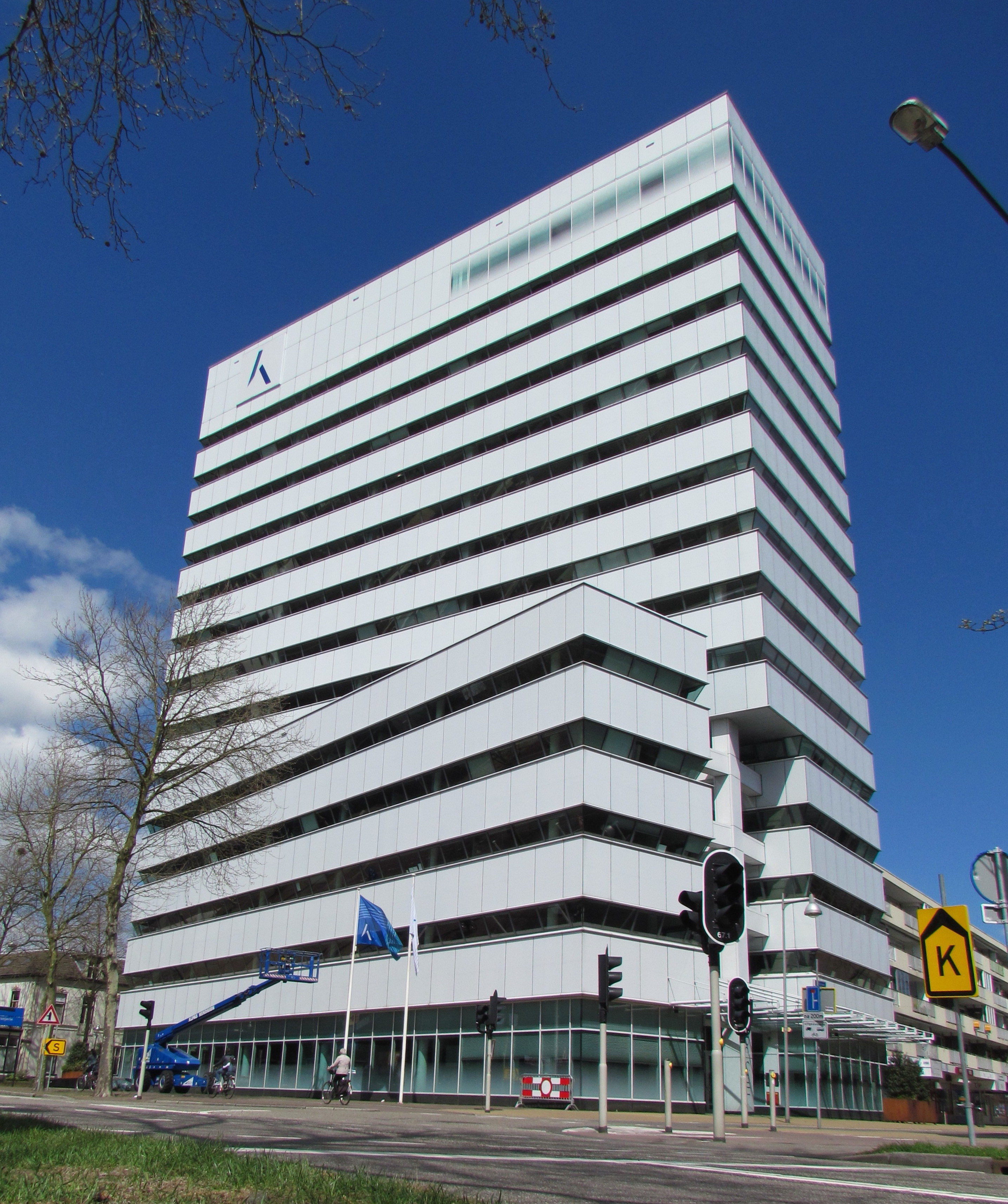
Hoofdkantoor van het Kadaster (Nederland), in Apeldoorn

## Onroerende zaken

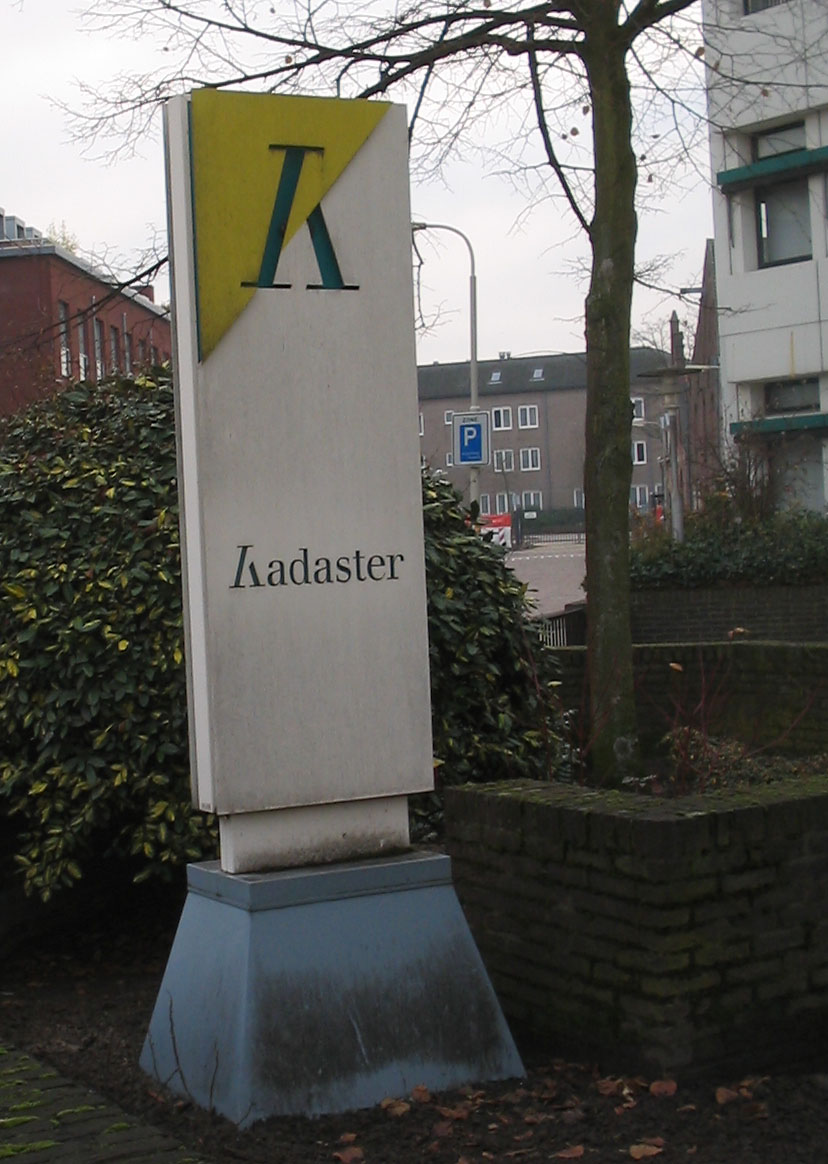
Oud logo van het Kadaster bij voormalige vestiging in Breda

In Nederland registreert de Dienst voor het kadaster en de openbare registers sinds 1832 gegevens over een bepaalde onroerende zaak (het perceel) en alle wijzigingen die zich daarin voordoen.
Zo legt men de naam van de eigenaar of vruchtgebruiker vast. Ook wordt vermeld waar het perceel ligt, wat de afmetingen ervan zijn en hoe de grond wordt gebruikt. Ook wordt vastgelegd of er een recht van hypotheek of erfdienstbaarheden op het perceel rusten, of dat er bodemverontreiniging aanwezig is.
Om een perceel aan te duiden gebruikt men de kadastrale aanduiding, die altijd bestaat uit de naam van de kadastrale gemeente, de letter van de sectie en het nummer van het perceel, eventueel aangevuld met de appartementsindex wanneer het perceel is gesplitst in appartementsrechten.
Als een eigenaar van een perceel dat perceel in delen verkoopt, wordt dat perceel gesplitst en krijgen de delen nieuwe kadastrale nummers. Oorspronkelijk werd in de notariële akte vermeld dat er een deel van een kadastraal perceel was verkocht. Vastlegging van de grenzen tussen de delen gebeurde door de landmeter van het Kadaster na aanwijzing van koper(s) en verkoper. Tussen de registratie van de akte en de vastlegging door de landmeter konden soms jaren liggen en was de kadastrale kaart niet up to date.
Thans worden die grenzen voorlopig vastgesteld. Ze kunnen voorafgaand aan een in te schrijven akte door geautoriseerde zakelijke klanten worden ingetekend in de kadastrale kaart. Deze grenzen worden dan voorlopige kadastrale grenzen genoemd.
Als er geen voorlopige kadastrale grenzen zijn ingetekend, dan moet er met de akte een situatieschets worden ingeschreven waarop de ligging van het verkochte deel zichtbaar is. Het Kadaster tekent de grenzen van dat deel in op de kadastrale kaart. Dit worden dan voorlopige administratieve grenzen genoemd. In beide gevallen ontstaan er na inschrijving van de akte nieuwe kadastrale nummers op de kaart en is de globale ligging van de percelen bekend.
Voor beide voorlopige grenzen geldt dat deze uiteindelijk door de betrokken partijen in het terrein moeten worden aangewezen aan de landmeter van het Kadaster, waarna deze als  definitieve grenzen worden geregistreerd en vastgelegd.

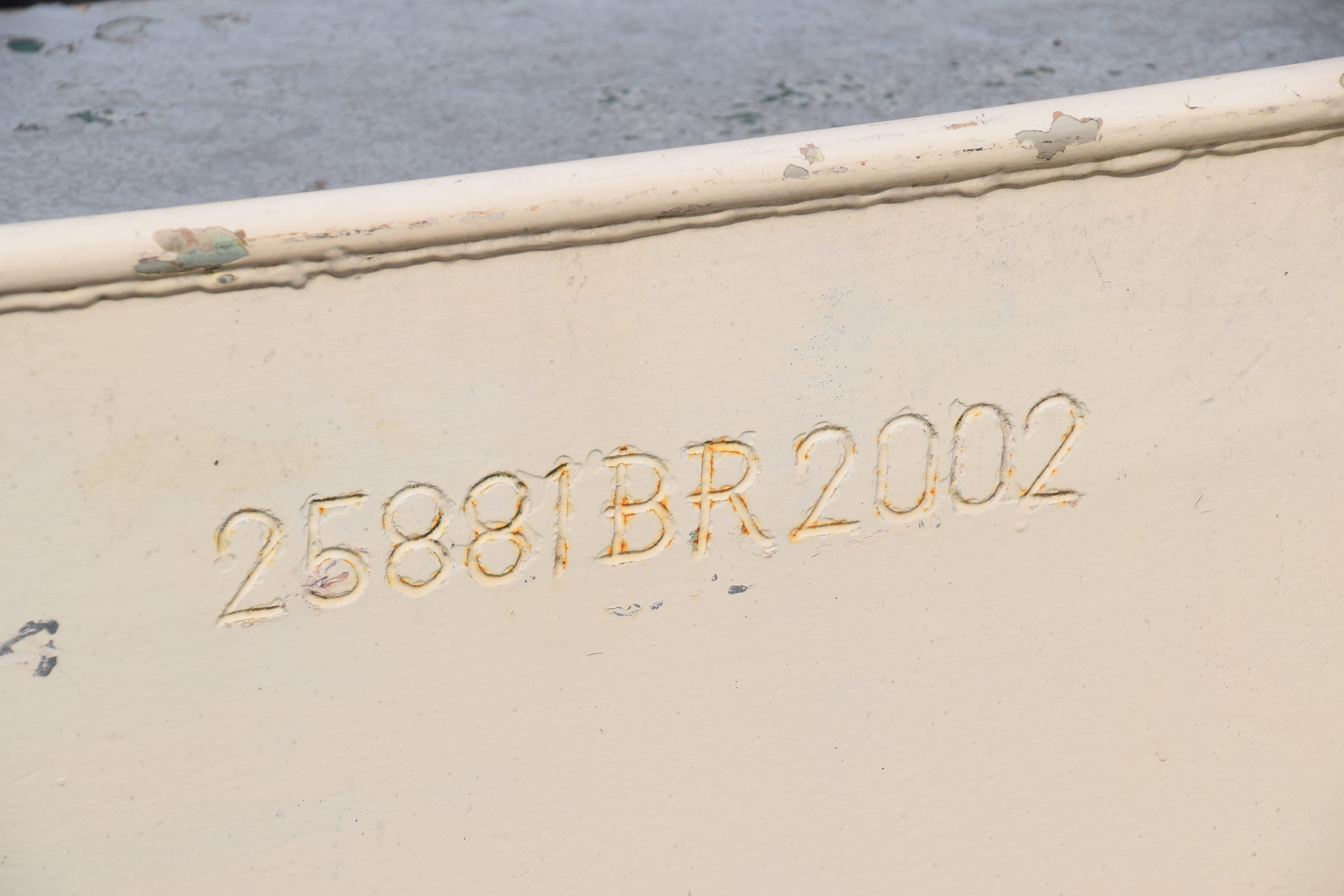
Brandmerk van een schip

## Schepen en vliegtuigen
Het Kadaster verzorgt ook de registratie van de eigendom en de hypotheken op zogenaamde registergoederen zoals schepen en vliegtuigen.
Schepen worden teboekgesteld in het Scheepsregister.

## Landinrichting
Landinrichtingsprojecten zoals ruilverkaveling behoren ook tot de taken van het Kadaster.

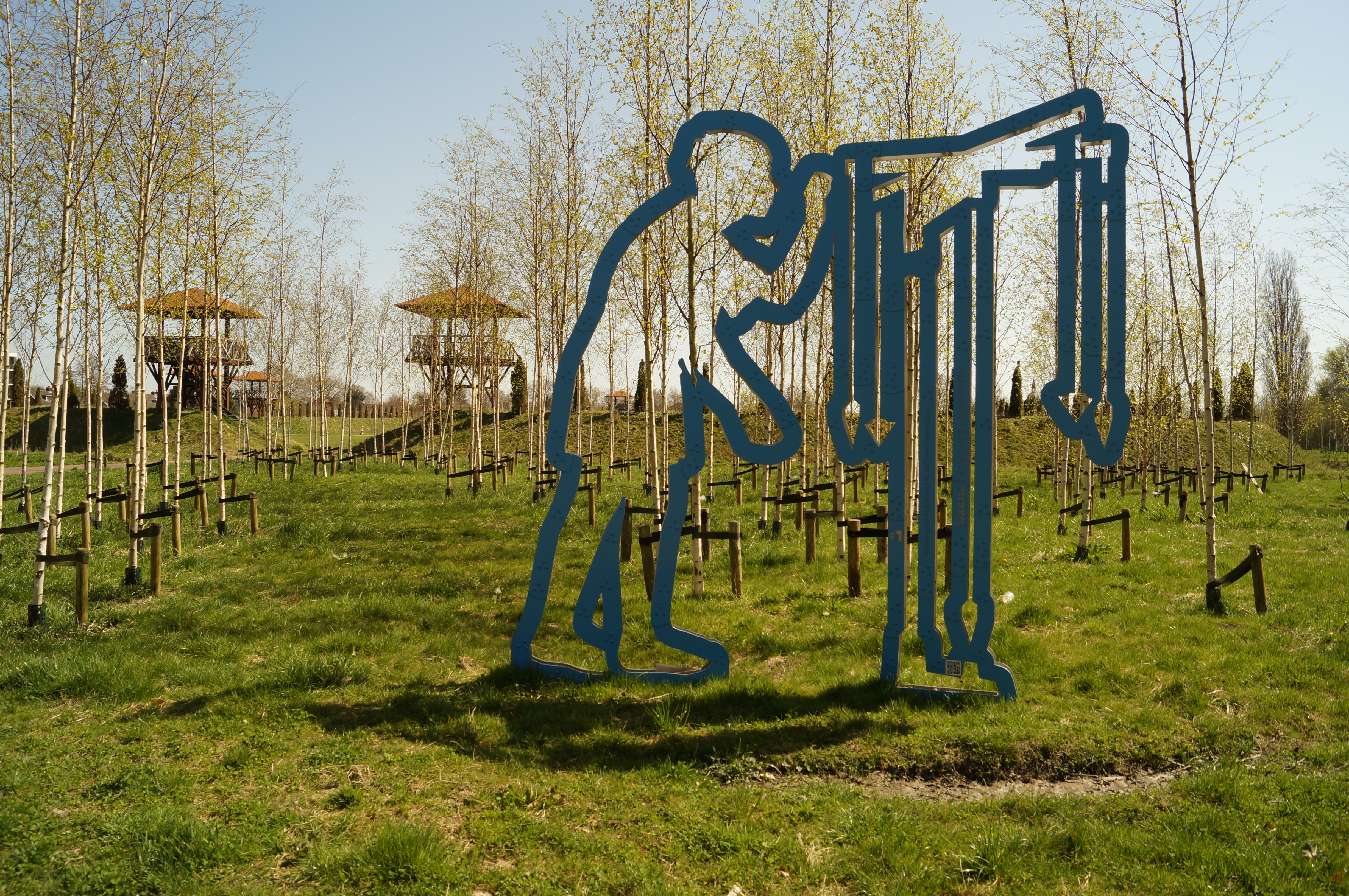
Romeinse landmeter met groma, kunstwerk in Park Matilo in Leiden (foto C. Thunnissen)

## Topografische kartering
Sinds 2004 is de Topografische Dienst onderdeel van het Kadaster. Topografische informatie wordt verzameld via luchtfoto’s en terreinverkenning en vervolgens verwerkt tot digitale bestanden. Naast een groot aantal nutsbedrijven gebruiken vrijwel alle overheden zoals ministeries, provincies, gemeentes en waterschappen deze bestanden van de Basisregistratie Topografie.
De digitale bestanden worden gebruikt voor verschillende topografische toepassingen zoals voor Geografische Informatie-Systemen (GIS), voor analyse en als ondergrond voor thematische kaarten (bijvoorbeeld bodemgebruik en bestemmingsplannen). De digitale hartlijnen van de wegen worden onder andere gebruikt in routenavigatiesystemen.
De topografische bestanden dienen tevens als basis voor de topografische kaarten. Deze algemene kaarten geven een volledig beeld van het terrein en het landschap. De bekendste series topografische kaarten zijn de kaarten op schaal 1:10.000, 1:25.000, 1:50.000 (ook wel stafkaarten genoemd) en 1:250.000. Andere bedrijven produceren op basis van de digitale bestanden onder andere fiets- en wandelkaarten, (stads)plattegronden en atlassen.

## Geodetische Infrastructuur - Rijksdriehoeksmeting
Het Kadaster onderhoudt sinds 1930 het Nederlandse coördinaatsysteem, het Stelsel van de Rijksdriehoeksmeting (RD) en sinds 2000 de koppeling met en Nederlandse realisatie van het Europese coördinatensysteen ETRS89 als onderdelen van de geodetische infrastructuur. Sinds 2021 is het Kadaster ook verantwoordelijk voor de coördinatensystemen voor Caribisch Nederland, het DPnet van Bonaire, dat van Sint Eustatius en dat van Saba. Tevens wordt de tijdsafhankelijke omrekening van en naar het internationale coördinatensysteen ITRS gepubliceerd.